# Пятнистохвостый тритон

Пятнистохвостый тритон (лат. Paramesotriton caudopunctatus) — вид амфибий из рода бородавчатых тритонов (лат. Paramesotriton) отряда хвостатых земноводных.

## Ареал
Данный вид обитает исключительно в Китае: на юго-востоке муниципалитета Чунцин, юго-западе провинции Хунань, востоке провинции Гуйчжоу и на востоке Гуанси-Чжуанского автономного района.

## Описание
Общая длина 14-15 сантиметров. Имеет более гладкую кожу, чем другие бородавчатые тритоны. Другие отличия от представителей того же рода: более широкая и плоская голова с выдающейся верхней челюстью. Хвост короче туловища, кончик хвоста тупой и закруглённый. Выдающийся спинной хребет. 
Кожа грубая. Цвет спины и боковых поверхностей охряно-оранжевого цвета с зеленоватым оттенком. С боков бывают чёрные пятна. Окраска брюха серо-зелёная с красными или кремовыми пятнами. Помимо этого самцы имеют на хвосте розовые пятна неправильной форме, иногда окружённые чёрными линиями. В период размножения пятна увеличиваются, приобретают тёмно-фиолетовую окраску. У самок эти пятна отсутствуют.

## Образ жизни
Обитают преимущественно в горных ручьях и прилегающих к ним территориям на высоте от 500 до 1 800 метров над уровнем моря. Репродуктивный период с ноября по апрель.